# Miguel Antonio Chávez
Miguel Antonio Chávez Balladares (Guayaquil, Ecuador, 1979) es un escritor, traductor y docente ecuatoriano.

## Biografía y reconocimientos
Estudió Comunicación Social con especialización en Redacción Creativa (Universidad Casa Grande) y Relaciones Internacionales y Diplomacia (Universidad de Guayaquil). Trabajó como redactor creativo en las agencias de publicidad de su país natal. Posteriormente, se dedicó a la gestión cultural en el sector público.
Su primera obra fue el libro de cuentos "Círculo vicioso para principiantes"(2005). Le siguió la novela "La maniobra de Heimlich" (2010; 2013), el libro de dramaturgia "La kriptonita del Sinaí y otras piezas breves" (2013) y las novelas "Conejo ciego en Surinam" (2013) y "Yo, Beato" (2021).
En 2007 quedó finalista del Premio Juan Rulfo  de Radio France Internationale con el cuento "La puta madre patria". Fue traducido al húngaro por Kertes Gábor.
Desde 2004 ha sido integrante del grupo cultural "Buseta de papel" de Guayaquil. En el 2012, integró el jurado del Premio ALBA de Novela.
En el 2011, la Feria Internacional del Libro de Guadalajara lo categorizó como "uno de los 25 secretos mejor guardados de la literatura latinoamericana".
En 2018 obtuvo el MFA en Escritura Creativa en Español de NYU. Actualmente estudia un Ph.D. en Hispanic Studies en la Universidad de Western Ontario.
Tradujo la novela The Revolutionaries Try Again (Coffee House Press, 2016), de Mauro Javier Cárdenas al español. Salió publicada por Penguin Random House España en 2018 como "Los revolucionarios lo intentan de nuevo"
Fue elegido como escritor residente (invierno 2024) de la Residencia de Escritores del Centre for Creative Writing and Oral Culture (Universidad de Manitoba).
En 2024, ganó el VI Concurso Nacional de Poesía David Ledesma con el poemario "Las bases de un premio desierto".

## Publicaciones colectivas
- . Álbum. 30 cuentistas hispanoamericanos, compilación de Claudia Apablaza, España: Literaturas.com, 2007.
- El futuro no es nuestro, compilación de Diego Trelles Paz y Piedepagina.com, Bogotá: Piedepagina.com, 2008.
- 22 escarabajos. Antología hispánica del cuento Beatle, selección de Mario Cuenca Sandoval, España: Editorial Páginas de Espuma, 2009, ISBN 978-84-8393-038-0.
- Asamblea portátil. Muestrario de narradores iberoamericanos. Perú: Editorial Casatomada, 2009, ISBN 978-612-45227-5-8. Selección y prólogo de Salvador Luis.
- Todos los juguetes, de Juan Fernando Andrade. Quito, Dinediciones, 2011. ISBN 978-9978-954-30-0
- Cuentos de Guayaquil, de Cecilia Ansaldo. Guayaquil, Biblioteca de la Ilustre Municipalidad de Guayaquil, 2011. ISBN 978-9942-03-665-0
- Ecuador de Feria: Muestra de literatura ecuatoriana, de Raúl Vallejo. Bogotá, Editorial Planeta, 2011. ISBN
- La condición pornográfica. Ficciones iberoamericanas de contenido pernicioso. Bolivia: Editorial El Cuervo, 2011, ISBN 978-99954-749-9-7. (Selección y prólogo de Salvador Luis)
- Tiros de gracia: neoficción ecuatoriana, selección y prólogo de Renata Egüez. Quito: Campaña Nacional Eugenio Espejo por el Libro y la Lectura, 2012. ISBN 978-9942-908-31-5
- 201. Antología de microrrelatos, edición de José Donayre y David Roas, Lima, Perú: Ediciones Altazor, 2013, ISBN 978-612-4122-65-1.

## Obra literaria publicada
- Círculo vicioso para principiantes (cuentos. Cuenca, Ecuador, 2005).
- La maniobra de Heimlich (novela. Lima, Perú, 2010; La Habana, Cuba, 2013)
- La kriptonita del Sinaí y otras piezas breves (teatro. Quito, Ecuador, 2013)
- Conejo ciego en Surinam (novela. Penguin Random House Grupo Editorial Bogotá, Colombia. 2013).
- Yo, Beato. O cómo resucitar a la patria y acabar con la decadencia posmoderna (novela. InLimbo Ediciones. Albacete, España. 2021)